# 左村古墓
左村古墓，位于中国河北省邢台市左村，为邢台市南和县的一个省级文物保护单位，类型为古墓葬，公布时间为1993年7月15日。
左村古墓的历史年代为西汉。